# Lee Chun Hei
Lee Chun Hei (chiń. 李晉熙, ur. 25 stycznia 1994) – hongkoński badmintonista, brązowy medalista mistrzostw świata, mistrz Azji, srebrny i brązowy medalista igrzysk Azji Wschodniej, złoty i srebrny medalista mistrzostw świata juniorów oraz dwukrotnie brązowy mistrzostw Azji juniorów. Obecnie występuje w grze mieszanej z Chau Hoi Wah. W 2016 roku wystąpił na igrzyskach olimpijskich w Rio de Janeiro.

## Występy na igrzyskach olimpijskich
| Runda        | Partner      | Przeciwnik                   | Wynik               | Osiągnięcie  |              |
| Gra mieszana | Gra mieszana | Gra mieszana                 | Gra mieszana        | Gra mieszana | Gra mieszana |
| ------------ | ------------ | ---------------------------- | ------------------- | ------------ | ------------ |
| Faza grupowa | Chau Hoi Wah | Praveen Jordan Debby Susanto | 12–21, 21–19, 15–21 | Faza grupowa |              |
| Faza grupowa | Chau Hoi Wah | Zhang Nan Zhao Yunlei        | 16–21, 15–21        | Faza grupowa |              |
| Faza grupowa | Chau Hoi Wah | Michael Fuchs Birgit Michels | 21–17, 21–14        | Faza grupowa |              |